# Conquistador de la luna
Conquistador de la luna (Spanisch: Eroberer des Mondes) ist eine mexikanische Science-Fiction-Filmkomödie der Producciones Sotomayor von 1960, in der eine Mexikanerin und ein Mexikaner als erste Menschen zum Mond fliegen.

## Handlung
Der etwas verwirrte Professor Abundio hat die Mondrakete Lunave (zusammengezogen spanisch aus luna und nave = Mondschiff) konstruiert, mit der Mexiko als erste Nation der Erde den Mond erobern soll. Er hat dem skurrilen Erfinder Bartolo ein Bügeleisen zur Reparatur überlassen, dass Abundios attraktiver Tochter Estelita gehört.
Nachdem Bartolo das Bügeleisen repariert hat, möchte er es Estelita persönlich überbringen. Es gelingt ihm, auf das von Militär bewachte Flugfeld der Mondrakete zu gelangen. Zufällig befindet sich Estelita allein in der Mondrakete, während sich Don Abundio und der für mexikanische Raumfahrt zuständige Minister in der Leitzentrale des Flugfelds aufhalten. Aus Versehen löst Bartolo mit dem Bügeleisen den Startmechanismus von Lunave aus und das Paar fliegt zum Mond.
Auf dem Mond lebt unterirdisch eine Eidechsenähnliche Rasse, die von einem bösartigen körperlosen Riesengehirn beherrscht wird, das lediglich ein gigantisches Tentakelauge besitzt. Das Gehirn will die Erde mit Hilfe einer Fliegenden Untertasse zerstören und verliebt sich außerdem in Estelita, die es heiraten will.
Doch Bartolo und Estelita, die sich inzwischen ineinander verliebt haben, gelingt mit Lunave die Flucht. Sie werden jedoch vom Gehirn mit der Fliegenden Untertasse verfolgt. Es kommt zu einem Showdown, in dem das Gehirn vernichtet wird. Bartolo und Estelita haben die Erde gerettet und kehren nach Mexiko zurück.

## Trivia
Die Weltraumszenen stammen größtenteils aus der US-amerikanischen Produktion Endstation Mond; die Aufnahmen der Fliegenden Untertasse des Mondgehirns aus dem britischen Film Devil Girl from Mars.